# Sfârșitul competenței
Sfârșitul competenței: Discreditarea experților și campania împotriva cunoașterii tradiționale este o carte de non-ficțiune din 2017 de Tom Nichols. Este o dezvoltare a unui articol din 2014 publicat în The Federalist⁠(d).

## Rezumat
În Sfârșitul competenței Nichols condamnă ceea ce el descrie drept numeroasele forțe care încearcă să submineze autoritatea experților în SUA. El dă vina pe tendințele din învățământul superior (cum ar fi concentrarea pe stima de sine⁠(d) și toleranța față de narcisism, care duc la supraestimarea competenței proprii și la excesul de încredere în propriile abilități), internetul și explozia opțiunilor media pentru sentimentul anti-competență și anti-intelectual pe care el le vede ca fiind în creștere. Deși recunoaște că experții eșuează uneori, el spune că cel mai bun răspuns la acest lucru este prezența controlului de către  alți experți pentru a recunoaște și a îndrepta greșelile sistemice.
„Trăim în vremuri periculoase. Niciodată oamenii nu au avut acces la atât de multă cunoaștere în număr atât de mare fără ca totuși să învețe ceva.”—Tom Nichols , Sfârșitul competenței

## Aprecieri critice
Publishers Weekly a spus că „Esența argumentului cărții este că... publicul american a devenit din ce în ce mai ostil față de competență” și a descris Sfârșitul competenței ca o „carte foarte cercetată și pasionată, care este bine sincronizată”, menționând în continuare că „În general, Nichols afișează un raționament serios, dar uneori deraiază. [În unele secțiuni] se lungește pentru a-și expune punctul de vedere”.
Kirkus Reviews a descris Sfârșitul competenței drept „O analiză ascuțită a unei probleme din ce în ce mai presante”, deși Nichols (care „pare mai puțin ca un alarmist decât ca un ghid genial prin sălbăticia ignoranței”) nu reușește să propună o soluție satisfăcătoare. Andrew Joseph Pegoda nu a fost de acord cu ultimul punct, scriind că Sfârșitul competenței „face ceea ce fac cărțile bune... și oferă câteva soluții posibile”. Pegoda a descris Sfârșitul competenței ca fiind „extrem de interesantă, importantă și oportună” și a spus că „Nichols, pe scurt, oferă o scurtă istorie, informată, de psihologie și științe politice, a ceea ce el susține este un fenomen nou prin care oamenii din Statele Unite nu sunt de obicei doar greșiți sau ignoranți, ci „mândri că nu cunosc lucrurile”. Pegoda l-a lăudat pe Nichols pentru că nu a echivalat competența cu acreditările și, deși a recunoscut că respectiva carte are unele deficiențe, are „potențialul de a începe conversații mai importante”.
Michiko Kakutani în The New York Times a declarat că Sfârșitul competenței „se dovedește a nu fi o carte banală despre un subiect important”. Volumul este util în felul său, oferind o imagine de ansamblu asupra modului în care am ajuns la această stare de lucruri supărătoare.” Recenzia continuă citând notele lui Nichols drept unul dintre punctele de atracție ale cărții, deoarece îndrumă cititorul spre „cărți și articole mai iluminatoare”.
Joshua Huminski de la Diplomatic Courier a descris cartea ca fiind „actuală”, citând declarațiile lui Donald Trump cu privire la schimbările climatice și sondajele Pew Research privind organismele modificate genetic. El a considerat explicațiile lui Nichols cu privire la motivele situației actuale ca „de succes în unele contexte și mai puțin în altele”, dar recenzia sa a fost în general pozitivă („Nichols identifică în mod clar surse multiple ale erodării încrederii în experți și a proeminenței lor în societatea de astăzi”).
Stuart Vyse de la Skeptical Inquirer „recomandă cu tărie” cartea și spune că „[unul] dintre cele mai bune lucruri despre carte este poziția ei apolitică” și găsește „foarte puțin cu care să se chinuiască” în ciuda faptului că are preferințe politice diferite față de autor.
Cristian Pătrășconiu remarcă în Revista 22 calitatea foarte bună a traducerii în limba română de către Cristian Fulaș și complexitatea lucrării.
Ionuț Sociu afirmă în Scena9 că aspectele semnalate de Tom Nichols se întâlnesc și în România, dând ca exemplu o emisiune TV în care participau la o discuție Olivia Steer și dr. Mihai Craiu.
Eugen Istodor pe HotNews.ro semnalează comportamente de pe net care corespund celor spuse de Nichols.